# Хусавик
Хусави́к (исл. Húsavík, в пер. «Домашняя бухта») — город и порт в Исландии.

## География
Хусавик расположен в северной части Исландии, в общине Нордюртинг региона Нордюрланд-Эйстра. Является административным центром своей общины. Город лежит на берегу бухты Скьяульванди, имеет порт для рыболовных судов и находится на одной из центральных автомагистралей Исландии (№ 85); расстояние от Хусавика до столицы страны Рейкьявика составляет 463 километра. В городе проживает 2926 человека (на 2010 год).

## История
На территории, где сейчас находится город Хусавик, примерно в 875 году шведский викинг Гардар Свавасон перезимовал и построил свой лагерь. Он был одним из первых, кто серьёзно исследовал и осваивал исландские земли. Памятник, посвящённый ему, стоит на площади возле городской школы.

## Климат
| Показатель                   | Янв. | Фев. | Март | Апр. | Май | Июнь | Июль | Авг. | Сен. | Окт. | Нояб. | Дек. | Год |
| ---------------------------- | ---- | ---- | ---- | ---- | --- | ---- | ---- | ---- | ---- | ---- | ----- | ---- | --- |
| Средняя температура, °C      | 1    | 2    | 3    | 5    | 10  | 12   | 14   | 14   | 11   | 5    | 3     | 3    | 6,9 |
| Средний суточный минимум, °C | −4   | −3   | −3   | −1   | 2   | 6    | 7    | 7    | 4    | 0    | −1    | −2   | 1   |
| Норма осадков, мм            | 36   | 23   | 33   | 23   | 18  | 43   | 53   | 66   | 61   | 104  | 56    | 50   | 566 |
| Источник: Weatherbase (2011) |      |      |      |      |     |      |      |      |      |      |       |      |     |

## Достопримечательности

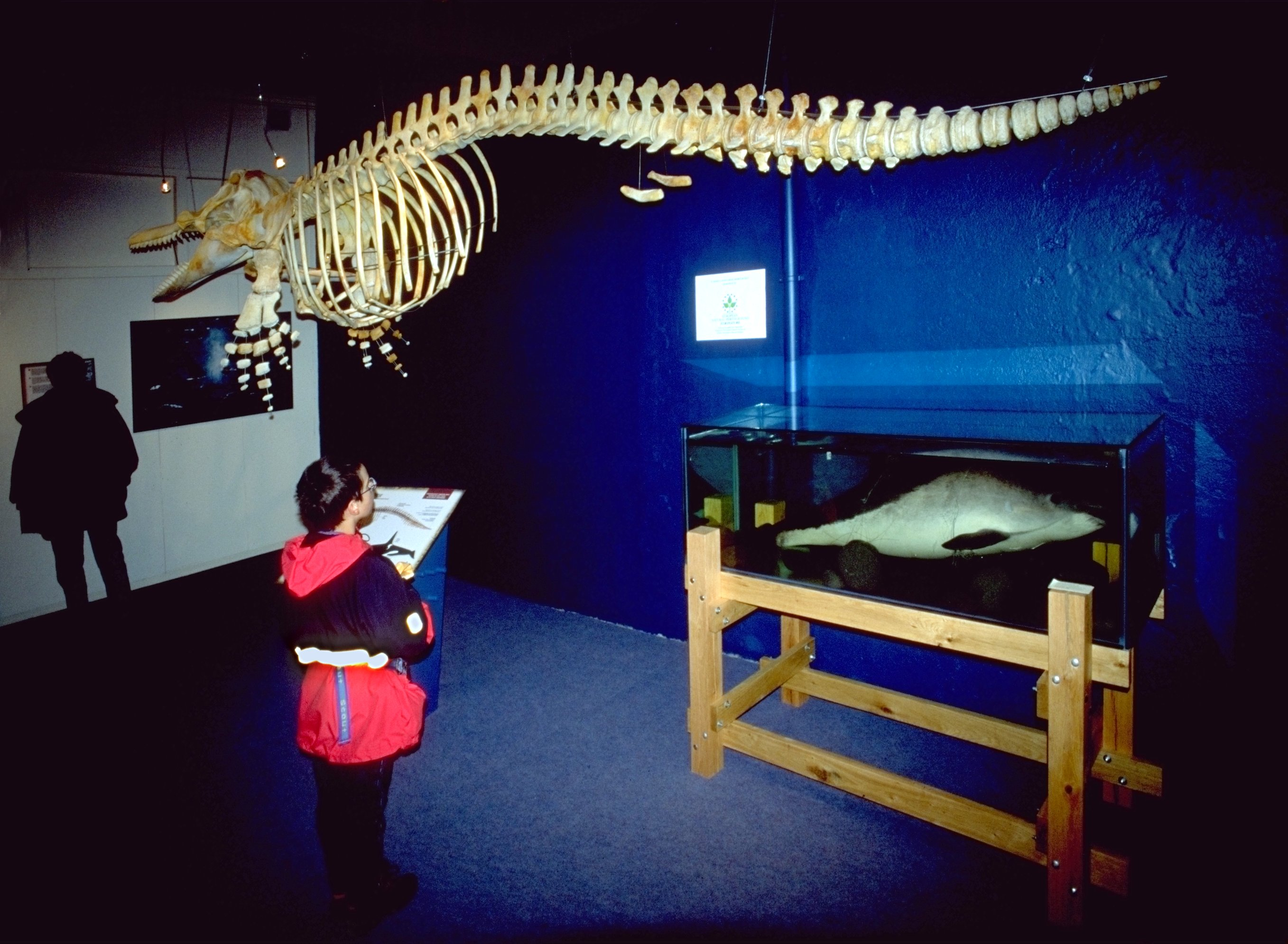
В музее китов

В Хусавике, в районе порта, находится Музей китов. Из города также выходят морские экскурсии для наблюдений над морскими млекопитающими.
К юго-востоку от города расположен вулканически активный регион Мюватн.
Ранее в Хусавике располагался также единственный в мире Фаллологический музей (музей, посвященный исключительно изучению пенисов млекопитающих), содержащий экспонаты, принадлежащие различным животным (от мыши до кита). Сейчас музей находится в Рейкьявике.

## В популярной культуре
Хусавик послужил декорацией и вдохновением для песни в фильме Netflix 2020 года «Евровидение: История огненной саги». Фильм является комедийной историей о двух уроженцах Хусавика, которые представляют Исландию на конкурсе песни «Евровидение».